# Konklawe 1700
Konklawe 9 października–23 listopada 1700 – konklawe, w wyniku którego Klemens XI został następcą Innocentego XII.

## Śmierć Innocentego XII
85-letni Innocenty XII zmarł 27 września 1700 w trakcie obchodów roku jubileuszowego. Wielką zasługą tego papieża było ostateczne obalenie nepotyzmu. Konstytucja Romanum decet Pontificem z 1692 roku zezwalała na mianowanie kardynałem najwyżej jednego krewnego urzędującego papieża (sam Innocenty XII nie skorzystał z tego prawa) i ściśle ograniczała dochody takiego kardynała. Czasy wszechwładzy kardynałów-nepotów minęły bezpowrotnie.

## Problem sukcesji hiszpańskiej
Najważniejszym problemem politycznym schyłku XVII wieku była kwestia sukcesji po bezdzietnym, upośledzonym umysłowo i śmiertelnie już wówczas chorym królu Hiszpanii Karolu II Habsburgu. Pretensje do schedy po nim zgłaszali Habsburgowie austriaccy (konkretnie arcyksiążę Austrii Karol, młodszy syn cesarza Leopolda I), francuscy Burbonowie (Filip Andegaweński, wnuk króla Ludwika XIV) i kilku innych, mniej znaczących książąt (m.in. książę Sabaudii Wiktor Amadeusz II). Umierający, poddany silnym naciskom Wiednia i Paryża Karol II w czerwcu 1700 zwrócił się do papieża o pomoc w rozwiązaniu kwestii sukcesji. Ciężko chory Innocenty XII powierzył tę sprawę trzyosobowej kongregacji kardynalskiej, w skład której wchodzili kardynałowie Spada, Albani i kamerling Giambattista Spinola. W lipcu po zaledwie kilkudniowych obradach potajemnie zalecili oni wybór francuskiego kandydata Filipa Andegaweńskiego na następcę hiszpańskiego tronu. Wiedeń i Paryż groziły, że w przypadku zwycięstwa kandydata drugiej strony zajmą hiszpańskie posiadłości we Włoszech, co groziło wybuchem nowej wojny w Europie. Oczekiwano powszechnie, że nowy papież podejmie się roli rozjemcy między katolickimi mocarstwami i będzie działał na rzecz utrzymania pokoju.

## Lista uczestników
Spośród 66 kardynałów 58 wzięło udział w konklawe, ale jeden (Archinto) opuścił je dzień przed zakończeniem:
- Emmanuel Theodosie de la Tour d'Auvergne de Bouillon (nominacja kardynalska 5 sierpnia 1669) – kardynał biskup Porto e Santa Rufina; subdziekan Świętego Kolegium Kardynałów; komendatariusz opactwa terytorialnego Cluny
- Nicolò Acciaioli (29 listopada 1669) – kardynał biskup Frascati
- Gasparo Carpegna (22 grudnia 1670) – kardynał biskup Sabiny; wikariusz generalny diecezji rzymskiej; prefekt Świętej Kongregacji ds. Biskupów i Zakonników; prefekt Świętej Kongregacji ds. Obrzędów; prefekt Świętej Kongregacji ds. Kościelnych Immunitetów; prefekt Świętej Kongregacji ds. Reformy Statutów Kleru Rzymskiego
- César d’Estrées (24 sierpnia 1671) – kardynał biskup Albano; protektor Portugalii i Francji
- Carlo Barberini (23 czerwca 1653) – kardynał prezbiter S. Lorenzo in Lucina; protoprezbiter Świętego Kolegium Kardynałów; prefekt generalny Świętej Kongregacji Rozkrzewiania Wiary; archiprezbiter bazyliki watykańskiej; prefekt Fabryki Świętego Piotra; komendatariusz opactw terytorialnych Farfa i Subiaco; protektor Polski i Sabaudii; prefekt Rzymu
- Vincenzo Maria Orsini OP (22 lutego 1672) – kardynał prezbiter S. Sisto; arcybiskup Benewentu
- Francesco Nerli (12 czerwca 1673) – kardynał prezbiter S. Matteo in Via Merulana
- Galeazzo Marescotti (27 maja 1675) – kardynał prezbiter S. Prassede; sekretarz Świętej Kongregacji Rzymskiej i Powszechnej Inkwizycji
- Fabrizio Spada (27 maja 1675) – kardynał prezbiter S. Crisogono; sekretarz stanu Stolicy Apostolskiej; prefekt Świętej Konsulty; prefekt Świętej Kongregacji ds. Sanktuarium Loreto; prefekt Świętej Kongregacji ds. Awinionu; prefekt Świętej Kongregacji ds. Fermo; prefekt Świętej Kongregacji ds. Wód, Bagien Pontyjskich i Doliny Chiana; proprefekt Trybunału Apostolskiej Sygnatury Sprawiedliwości
- Giovanni Battista Spinola (1 września 1681) – kardynał prezbiter S. Maria in Trastevere
- Savo Millini (1 września 1681) – kardynał prezbiter S. Pietro in Vincoli; arcybiskup Nepi e Sutri
- Urbano Sacchetti (1 września 1681) – kardynał prezbiter S. Bernardo alle Terme; biskup Viterbo e Toscanella
- Marcello Durazzo (2 września 1686) – kardynał prezbiter S. Prisca; arcybiskup Faenza
- Marcantonio Barbarigo (2 września 1686) – kardynał prezbiter S. Marco; arcybiskup Montefiascone e Corneto
- Etienne Le Camus (2 września 1686) – kardynał prezbiter S. Maria degli Angeli; biskup Grenoble
- Pier Matteo Petrucci CO (2 września 1686) – kardynał prezbiter S. Marcello
- Leandro Colloredo CO (2 września 1686) – kardynał prezbiter Ss. Nereo ed Achilleo; penitencjariusz większy
- Giovanni Francesco Negroni (2 września 1686) – kardynał prezbiter S. Maria in Aracoeli
- Bandino Panciatici (13 lutego 1690) – kardynał prezbiter S. Pancrazio; prodatariusz Jego Świątobliwości; prefekt ds. ekonomicznych Świętej Kongregacji Rozkrzewiania Wiary
- Giacomo Cantelmi (13 lutego 1690) – kardynał prezbiter S. Marcellino e Pietro; arcybiskup Neapolu; kamerling Świętego Kolegium Kardynałów
- Ferdinando d’Adda (13 lutego 1690) – kardynał prezbiter S. Balbina; legat apostolski w Bolonii
- Toussaint de Forbin Janson (13 lutego 1690) – kardynał prezbiter S. Callisto; biskup Beauvais; ambasador Francji wobec Stolicy Apostolskiej; komendatariusz opactwa terytorialnego Saint-Pierre-de-Corbie
- Giambattista Rubini (13 lutego 1690) – kardynał prezbiter S. Lorenzo in Panisperna; biskup Vicenzy
- Francesco del Giudice (13 lutego 1690) – kardynał prezbiter S. Sabina
- Giambattista Costaguti (13 lutego 1690) – kardynał prezbiter S. Anastasia
- Giovanni Francesco Albani (13 lutego 1690) – kardynał prezbiter S. Silvestro in Capite; sekretarz ds. Brewe Apostolskich
- Giacomo Antonio Morigia CRSP (12 grudnia 1695) – kardynał prezbiter S. Cecilia; archiprezbiter bazyliki liberiańskiej
- Sebastiano Antonio Tanara (12 grudnia 1695) – kardynał prezbiter Ss. IV Coronati; komendatariusz opactwa terytorialnego Nonantola
- Jacopo Boncompagni (12 grudnia 1695) – kardynał prezbiter S. Maria in Via; arcybiskup Bolonii
- Taddeo Luigi dal Verme (12 grudnia 1695) – kardynał prezbiter S. Alessio; biskup Imoli
- Baldassare Cenci (12 grudnia 1695) – kardynał prezbiter S. Pietro in Montorio; arcybiskup Fermo
- Tommaso Maria Ferrari OP (12 grudnia 1695) – kardynał prezbiter S. Clemente; prefekt Świętej Kongregacji Indeksu
- Giuseppe Sacripante (12 grudnia 1695) – kardynał prezbiter S. Maria in Transpontina; prefekt Świętej Kongregacji ds. Soboru Trydenckiego
- Enrico Noris OESA (12 grudnia 1695) – kardynał prezbiter S. Agostino; bibliotekarz Świętego Kościoła Rzymskiego
- Giorgio Cornaro (22 lipca 1697) – kardynał prezbiter Ss. XII Apostoli; arcybiskup Padwy
- Pierre-Armand du Cambout de Coislin (22 lipca 1697) – kardynał prezbiter SS. Trinita al Monte Pincio; biskup Orleanu
- Fabrizio Paolucci (22 lipca 1697) – kardynał prezbiter Ss. Giovanni e Paolo; arcybiskup Ferrary
- Niccolò Radulovich (14 listopada 1699) – kardynał prezbiter S. Bartolomeo all’Isola; arcybiskup Chieti
  - Giuseppe Archinto (14 listopada 1699) – kardynał prezbiter bez tytułu; arcybiskup Mediolanu (22 listopada opuścił konklawe z powodu choroby)
- Andrea Santacroce (14 listopada 1699) – kardynał prezbiter S. Maria del Popolo
- Marcello d’Aste (14 listopada 1699) – kardynał prezbiter S. Martino ai Monti; arcybiskup Ankony; legat apostolski w Urbino
- Daniello Marco Delfino (14 listopada 1699) – kardynał prezbiter S. Susanna; arcybiskup Brescii; komendatariusz opactwa terytorialnego Vangadizza
- Sperello Sperelli (14 listopada 1699) – kardynał prezbiter S. Giovanni a Porta Latina
- Giovanni Maria Gabrielli OCist (14 listopada 1699) – kardynał prezbiter S. Pudenziana
- Louis-Antoine de Noailles (21 czerwca 1700) – kardynał prezbiter bez tytułu; arcybiskup Paryża
- Johann Philipp Lamberg (21 czerwca 1700) – kardynał prezbiter bez tytułu; biskup Pasawy
- Benedetto Pamphilj OSIoHieros (1 września 1681) – kardynał diakon S. Maria in Via Lata; protodiakon Świętego Kolegium Kardynałów; archiprezbiter bazyliki laterańskiej; prefekt Trybunału Apostolskiej Sygnatury Łaski; wielki przeor zakonu joannitów w Rzymie
- Fulvio Astalli (2 września 1686) – kardynał diakon Ss. Cosma e Damiano; legat apostolski w Ferrarze
- Francesco Maria de’ Medici (2 września 1686) – kardynał diakon S. Maria in Domnica; protektor Hiszpanii, Austrii i Rzeszy Niemieckiej
- Pietro Ottoboni (7 listopada 1689) – kardynał diakon S. Lorenzo in Damaso; wicekanclerz Świętego Kościoła Rzymskiego
- Carlo Bichi (13 lutego 1690) – kardynał diakon S. Agata in Suburra
- Giuseppe Renato Imperiali (13 lutego 1690) – kardynał diakon S. Giorgio in Velabro; prefekt Świętej Kongregacji ds. Dyscypliny Zakonnej
- Luigi Omodei (13 lutego 1690) – kardynał diakon S. Maria in Portico
- Francesco Barberini (13 listopada 1690) – kardynał diakon S. Angelo in Pescheria
- Lorenzo Altieri (13 listopada 1690) – kardynał diakon S. Maria in Aquiro; komendatariusz opactwa terytorialnego Tre Fontane
- Giambattista Spinola (12 grudnia 1695) – kardynał diakon S. Cesareo in Palatio; kamerling Świętego Kościoła Rzymskiego
- Henryk Albert de la Grange d’Arquien (12 grudnia 1695) – kardynał diakon S. Nicola in Carcere Tulliano
- Vincenzo Grimani (22 lipca 1697) – kardynał diakon S. Eustachio

Oprócz siedmiu Francuzów (Bouillon, d’Estrées, Coislin, d’Arquien, Noailles, Camus i Janson) i jednego Niemca (Lamberg) wszyscy elektorzy byli Włochami.
Spośród uczestników konklawe kardynał Carlo Barberini jako jedyny został mianowany jeszcze przez Innocentego X (1644–1655), dwóch (Bouillon i Acciaioli) przez Klemensa IX (1667–1669), sześciu przez Klemensa X (1670–1676), jedenastu przez Innocentego XI (1676–1689), czternastu przez Aleksandra VIII (1689–1691), a dwudziestu trzech przez Innocentego XII (1691–1700).

## Nieobecni
Ośmiu kardynałów nie przybyło na konklawe, w tym trzech Hiszpanów, dwóch Niemców, Francuz, Polak i Portugalczyk:
- Luis Manuel Fernández de Portocarrero (5 sierpnia 1669) – kardynał biskup Palestriny; arcybiskup Toledo i prymas Hiszpanii; przewodniczący Rady Regencyjnej Królestwa Hiszpanii
- Pierre de Bonzi (22 lutego 1672) – kardynał prezbiter S. Eusebio; arcybiskup Narbonne
- Leopold Karl von Kollonitsch (2 września 1686) – kardynał prezbiter S. Girolamo degli Schiavoni; arcybiskup Esztergom i prymas Węgier; minister stanu Austrii
- Augustyn Michał Stefan Radziejowski (2 września 1686) – kardynał prezbiter S. Maria della Pace; arcybiskup Gniezna i prymas Polski
- Pedro de Salazar Gutiérrez de Toledo OdeM (2 września 1686) – kardynał prezbiter S. Croce in Gerusalemme; biskup Kordowy
- Wilhelm Egon von Fürstenberg (2 września 1686) – kardynał prezbiter S. Onofrio; biskup Strasbourga
- Luiz de Sousa (22 lipca 1697) – kardynał prezbiter bez tytułu; arcybiskup Lizbony
- Francisco Antonio de Borja-Centelles y Ponce de León (21 czerwca 1700) – kardynał prezbiter bez tytułu; archidiakon Calatrava

Czterech mianował Innocenty XI, dwóch Innocenty XII, po jednym Klemens IX i Klemens X.

## Frakcje w Świętym Kolegium
Święte Kolegium było podzielone na cztery stronnictwa:
- Partia cesarska – reprezentująca interesy cesarza Leopolda I. Spośród obecnych na konklawe kardynałów należeli do niej Medici (lider), Giudice, Lamberg i Grimani;
- Partia francuska – stronnictwo reprezentujące króla Francji Ludwika XIV: d’Estrées (lider), Forbin de Janson, Coislin, Arquien, Le Camus, Noailles. Kardynał de Bouillon nie był do niej zaliczany (ani do żadnej innej frakcji), gdyż kilka miesięcy wcześniej popadł w niełaskę u króla, który nakazał sekwestrację całego jego majątku we Francji
- Zelanti (Gorliwi) – stronnictwo kardynałów Innocentego XI i Innocentego XII, głoszące niezależność Kościoła od świeckich wpływów. Było ono najliczniejsze (30 purpuratów), ale nie miało wyraźnego przywódcy i brakowało mu wewnętrznej spójności. Wyróżniano w jego ramach następujące grupy:
  - Zelanti–starzy – czyli kardynałowie mianowani jeszcze przed pontyfikatem Innocentego XI, którzy dołączyli do Zelantów po śmierci przywódców swoich frakcji: Carlo Barberini (nominat Innocentego X), Acciaioli (nominat Klemensa IX) i Orsini (nominat Klemensa X),
  - Zelanti–Odescalchianie – czyli dziewięciu nominatów Innocentego XI Odescalchiego, a więc pierwotny trzon frakcji Gorliwych: Spinola z S. Maria in Trastevere, Millini, Sacchetti, Durazzo, Barbarigo, Petrucci, Colloredo, Pamphili, Negroni i Astalli;
  - Zelanti–Pignatellianie – czyli osiemnastu kardynałów mianowanych przez Innocentego XII Pignatellego, którzy dołączyli do frakcji stworzonej przez Innocentego XI: Morigia, Tanara, Boncompagni, Dal Verme, Ferrari, Cenci, Sagripanti, Noris, kamerling Spinola, Cornaro, Paolucci, Radulovich, Archinto, Santacroce, Aste, Delfino, Sperelli i Gabrielli.
- tzw. Partia środka – ugrupowanie Pietro Ottoboniego, prabratanka Aleksandra VIII, które stanowiło pozostałość papieskiego nepotyzmu. Składało się z frakcji kardynałów Aleksandra VIII Ottoboniego i Klemensa X Altieriego, połączonych na skutek aliansu matrymonialnego między rodami Ottoboni i Altieri. W jego ramach można wyróżnić dwie pomniejsze frakcje:
  - Ottobonianie – czyli frakcja Pietro Ottoboniego sensu stricto, grupująca większość nominatów Aleksandra VIII: Panciatici, Cantelmi, Adda, Rubini, Costaguti, Bichi, Imperiali, Albani, Omodei i Francesco Barberini,
  - Altieriści – czyli kardynałowie mianowani przez Klemensa X: Carpegna, Nerli, Marescotti i Spada. Ich nominalnym liderem był Lorenzo Altieri, mianowany przez Aleksandra VIII bratanek zmarłego w 1698 kardynała Paluzzo Paluzzi-Altieri, wieloletniego przywódcy tej frakcji.

## Kandydaci na papieża. Przygotowania do konklawe
Przed konklawe najczęściej wymienianymi jako papabile byli kardynałowie Marescotti, Acciaioli, Durazzo, Carpegna, Panciatici, Noris, Colloredo, Morigia i Carlo Barberini.
Frakcje cesarska i francuska miały za zadanie dopilnowanie interesów swych władców w kontekście sporu o sukcesję hiszpańską. Chodziło o wybór papieża, który popierałby kandydatury wskazane przez ich władców, a co najmniej nie sprzeciwiałby się im. Oba mocarstwa były zgodne, że najlepszym papieżem byłby poczciwy, niezbyt energiczny starzec niemający większego doświadczenia politycznego. W tym kontekście wymieniano najczęściej kardynała Morigię jako możliwego do zaakceptowania dla obu mocarstw.
W rywalizacji cesarsko-francuskiej w Rzymie górą byli zdecydowanie Francuzi. Opinia przygotowana przez doradców Innocentego XII dla króla Hiszpanii w lipcu 1700 była korzystna dla ich kandydata. Hiszpański ambasador w Rzymie Juan Francisco Pacheco, książę de Uceda, okazał się niezbyt kompetentny, a ambasador cesarski hrabia Lamberg zbyt późno otrzymał instrukcje od swego dworu (zakładały wykluczenie kandydatur Carpegny, Panciaticiego i Acciaioli). Ponadto francuska frakcja w Kolegium Kardynalskim była liczniejsza i lepiej zorganizowana, a lider frakcji cesarskiej, kardynał Medici, okazał się nie w pełni lojalny wobec Leopolda I.
Wobec faktu, że znaczna część kardynałów nie miała swojego lidera, większą niż zazwyczaj rolę odgrywało pochodzenie włoskich kardynałów, tym bardziej, że wobec groźby wojny na Półwyspie Apenińskim włoskie państwa okazywały nadzwyczajne zainteresowanie wynikami konklawe. O ile wielkie mocarstwa, Cesarstwo i Francja, chciały możliwie najsłabszego papieża, najlepiej jakiegoś nieudolnego starca, o tyle Włosi oczekiwali, że nowy papież będzie włoskim patriotą i silnym przywódcą, zdolnym uchronić Italię przed inwazją. Republika Wenecka, mająca w Świętym Kolegium aż siedmiu (nie licząc Ottoboniego) przedstawicieli (Barbarigo, Colloredo, Cornaro, Delfino, Grimani, Noris i Rubini), przekazała im stosowne instrukcje, w których wskazała, że nowy papież powinien być obrońcą Italii. W podobnym duchu działał też książę Sabaudii Wiktor Amadeusz II. W imieniu Wiktora Amadeusza II w Rzymie działał hrabia Maurizio Graneri, który nawiązał bliski kontakt z kardynałem Carlo Barberinim, protektorem Sabaudii w kurii papieskiej. Kandydatem wskazanym przez Barberiniego był 51-letni kardynał Albani, który nigdy nie wyjechał z żadną misją zagraniczną i nie miał żadnych zobowiązań wobec mocarstw, a z uwagi na młody wiek zapowiadał się na energicznego władcę. Podobne wyobrażenia o nowym papieżu miał książę Toskanii Cosimo III de’ Medici i jego młodszy brat kardynał Francesco Medici, który oficjalnie był liderem frakcji cesarskiej w Świętym Kolegium.

## Przebieg konklawe
Konklawe rozpoczęło się 9 października mszą do Ducha Świętego, celebrowaną przez kardynała Emmanuela de Bouillon, który wykonywał obowiązki dziekana Kolegium Kardynalskiego. W pierwszym głosowaniu 10 października wzięło udział zaledwie 38 kardynałów. Jeszcze tego samego dnia wieczorem, ale już po głosowaniu, na konklawe weszli francuscy kardynałowie d’Estrées i Coislin. 11 października przybyli Arquien, Cantelmi i Cornaro, 12 października Petrucci, Delfino i Astalli, 14 października Boncompagni, 15 października Aste, 16 października Orsini, 18 października Costaguti i Spinola, 20 października Dal Verme, a 21 października La Camus. Z końcem października było zatem 53 elektorów. 3 listopada dotarł z Hiszpanii kardynał Archinto, 6 listopada wieczorem na konklawe wszedł kardynał Lamberg, 7 listopada kardynał Grimani, 11 listopada Sacchetti, a 14 listopada Noailles, zatem liczba elektorów osiągnęła 58. 22 listopada kardynał Archinto opuścił jednak obrady z powodu choroby, toteż w ostatnim głosowaniu wzięło udział tylko 57 kardynałów.
W pierwszych dniach konklawe nie działo się nic szczególnego, gdyż czekano na przybycie nieobecnych jeszcze kardynałów. Mniej więcej po dwóch tygodniach zaproponowano kandydaturę Galeazzo Marescotti, którą poparła niemal cała frakcja Gorliwych. Francuzi byli jednak przeciwni Marescottiemu i z pomocą „partii środka” pod wodzą Ottoboniego blokowali jego wybór. Ottoboni proponował jako kontrkandydata swojego protegowanego Bandino Panciatici, ale na niego nie zgodziły się ani Francja, ani Austria. Pojawiły się jeszcze kandydatury Acciaiolego i Morigii. Acciaioli został odrzucony przez frakcję cesarską, natomiast Morigia przez Gorliwych, mimo że był jednym z nich. Gorliwi uważali bowiem, że 67-letni Morigia nie ma wystarczającego doświadczenia i brakuje mu energii. Te właśnie cechy sprawiały z kolei, że był on faworytem mocarstw, jednak bez poparcia Gorliwych wybór papieża nie był możliwy. Proponowano też takie nazwiska jak Costaguti, Orsini, Dal Verme i Colloredo, ale żaden z nich nie uzyskał większego poparcia. Przez cały ten czas Gorliwi w większości obstawali przy Marescottim i nie ustawali w wysiłkach, by skłonić Francuzów do wycofania opozycji wobec niego. Zadania tego sam zainteresowany jednak nie ułatwiał, odmawiając składania jakichkolwiek obietnic czy deklaracji.
Przybycie kardynała Noailles ze świeżymi instrukcjami Paryża w dniu 14 listopada dało nadzieję na przełamanie impasu, ale Francuzi kontynuowali swoją taktykę odwlekania. Sytuacja zmieniła się diametralnie, dopiero gdy 19 listopada do Rzymu dotarła wiadomość o śmierci króla Hiszpanii Karola II (zmarł 1 listopada). Kardynałowie uznali, że nie można już dłużej zwlekać i całą noc spędzili na negocjacjach.

## Wybór Klemensa XI
20 listopada po Rzymie rozeszła się pogłoska o zwycięstwie kardynała Albaniego. Informacja ta była wprawdzie przedwczesna, niemniej w nocy Gorliwi (prawdopodobnie Carlo Barberini) faktycznie zgłosili tę kandydaturę i zyskała ona poparcie frakcji Ottoboniego, Altieriego i Mediciego. Nad ranem Albani mógł liczyć już na 40 głosów, ale Francuzi wstrzymali się z poparciem do czasu uzyskania zgody swojego ambasadora, księcia Monako Ludwika Grimaldi. Odpowiedź nadeszła jeszcze tego samego dnia i była pozytywna.
Albani, gdy poinformowano go o osiągniętym konsensusie co do jego osoby, początkowo zwlekał z zaakceptowaniem wyboru, twierdząc, że nie jest pewien, czy zdoła udźwignąć tak ciężkie brzemię. Przez trzy dni trwał w odmowie, spędzając je na modlitwie i medytacji i przyjmując niewielu gości w swojej celi. Dopiero czteroosobowa komisja teologów przekonała go do przyjęcia tiary. 23 listopada odbyło się formalne głosowanie, w którym Albani otrzymał 56 głosów na 57, samemu jedynie głosując na Bandino Panciaticiego. Zaakceptował wybór pod imieniem Klemens XI (na cześć św. Klemensa I, trzeciego następcy św. Piotra).
Jeszcze kilka miesięcy wcześniej Albani nie był w ogóle kapłanem. Święcenia przyjął dopiero we wrześniu 1700 roku. 6 października odprawił swoją mszę prymicyjną w kościele Santa Maria degli Angeli, a już trzy dni później wszedł na konklawe. Ponieważ w chwili wyboru nie był biskupem, 30 listopada przyjął sakrę biskupią z rąk Emmanuela de Bouillon. 8 grudnia odbyła się uroczysta inauguracja pontyfikatu.
Wbrew nadziejom Klemens XI nie zdołał zapobiec wojnie ani uchronić przed nią Italii. Wojna o sukcesję hiszpańską wybuchła już w następnym roku i trwała ponad 12 lat, a profrancuska początkowo postawa papieża naraziła Państwo Kościelne na inwazję wojsk cesarskich. Było to kolejne potwierdzenie upadku międzynarodowego znaczenia Stolicy Apostolskiej.

## W literaturze
Przygotowania do konklawe w 1700 roku są tłem fabuły powieści „Secretum” autorstwa Rity Monaldi i Francesco Sorti (Warszawa 2006).

## Uzupełniające źródła internetowe
- The Cardinals of the Holy Roman Church
- SEDE VACANTE 1700
- The Triple Crown